# DS-U3-IK
DS-U3-IK foi um modelo de satélites artificiais soviético dedicado ao estudo da magnetosfera terrestre.
Ao todo foram lançados seis satélites da série DS-U3-IK, todos bem sucedidos exceto o quinto da série. Foram lançados a partir da base de Kapustin Yar com foguetes Kosmos-2I e Kosmos-3M. Os seis satélites da série faziam parte do Programa Interkosmos de cooperação internacional entre a União Soviética e outros países.

## Histórico de lançamentos
| Data                             | Plataforma de lançamento | Carga            | Resultado | Notas                                                                 |
| -------------------------------- | ------------------------ | ---------------- | --------- | --------------------------------------------------------------------- |
| 14 de outubro de 1969, 13:19 GMT | Kapustin Yar             | Interkosmos 1    | Êxito     | Primeiro lançamento de um satélite DS-U3-IK.                          |
| 14 de outubro de 1970, 11:29 GMT | Kapustin Yar             | Interkosmos 4    | Êxito     |                                                                       |
| 30 de junho de 1972, 5:58 GMT    | Kapustin Yar             | Interkosmos 7    | Êxito     |                                                                       |
| 17 de maio de 1974, 11:00 GMT    | Kapustin Yar             | Interkosmos 11   | Êxito     |                                                                       |
| 3 de junho de 1975, 9:00 GMT     | Kapustin Yar             | Interkosmos (14) | Falha     | Falha do primeiro estágio do veículo lançador aos 84 segundos de voo. |
| 27 de julho de 1976, 12:00 GMT   | Kapustin Yar             | Interkosmos 16   | Êxito     | Último lançamento de um satélite DS-U3-IK.                            |